# Monica Ungureanu
Monica Ungureanu (née le 27 janvier 1988) est une judokate roumaine concourrant dans la catégorie des moins de 48 kg. Elle est détentrice deux médailles de bronze aux Championnats d'Europe.

## Palmarès

### Compétitions internationales
| Année | Compétition           | Lieu     | Résultat | Catégorie      |
| ----- | --------------------- | -------- | -------- | -------------- |
| 2016  | Championnats d'Europe | Kazan    | 3e       | Moins de 48 kg |
| 2017  | Championnats d'Europe | Budapest | 3e       | Moins de 48 kg |

### Tournois Grand Chelem et Grand Prix
| Année | Compétition           | Lieu       | Résultat | Catégorie      |
| ----- | --------------------- | ---------- | -------- | -------------- |
| 2013  | Tournoi de Budapest   | Moscou     | 3e       | Moins de 48 kg |
| 2014  | Grand Prix Zagreb     | Zagreb     | 1re      | Moins de 48 kg |
| 2014  | Grand Prix de Qingdao | Qingdao    | 1re      | Moins de 48 kg |
| 2015  | Grand Chelem de Bakou | Bakou      | 1re      | Moins de 48 kg |
| 2016  | Grand Prix Tbilissi   | Tbilissi   | 1re      | Moins de 48 kg |
| 2017  | Grand Prix Düsseldorf | Düsseldorf | 3e       | Moins de 48 kg |